# Список искусственных спутников Марса
В список искусственных спутников Марса включены автоматические межпланетные станции, выведенные на орбиту Марса. Первым аппаратом, успешно выведенным на марсианскую орбиту, стал американский «Маринер-9», запущенный в 1971 году и начавший орбитальные наблюдения в том же году.

## Список
- Маринер-9 — запущен 30 мая 1971 года, вышел на орбиту Марса 14 ноября 1971 года. Выведен из эксплуатации 27 октября 1972 года.
- Марс-2 — запущен 19 мая 1971 года, вышел на орбиту Марса 27 ноября 1971 года. Выведен из эксплуатации в 23 августа 1972 года. Также имел спускаемый аппарат, совершивший неудачную посадку на Марс.
- Марс-3 — запущен 28 мая 1971 года, вышел на орбиту Марса 2 декабря 1971 года. Выведен из эксплуатации в 23 августа 1972 года. Также имел спускаемый аппарат, совершивший первую в истории мягкую посадку на Марс, но вышедший из строя почти сразу после посадки.
- Марс-5 — запущен 25 июля 1973 года, вышел на орбиту Марса 12 февраля 1974 года. Выведен из эксплуатации 28 февраля 1974 года.
- Викинг-1 — запущен 20 августа 1975 года, вышел на орбиту Марса 19 июня 1976 года. Выведен из эксплуатации 17 августа 1980 года. Включал спускаемый аппарат, совершивший первую в истории полностью успешную посадку на Марс.
- Викинг-2 — запущен 9 сентября 1975 года, вышел на орбиту Марса 7 августа 1976 года. Выведен из эксплуатации 25 июля 1978 года. Включал спускаемый аппарат, совершивший успешную посадку на Марс.
- Фобос-2 — запущен 12 июля 1988 года, вышел на орбиту Марса 29 января 1989 года. Потеряна связь 27 марта 1989 года.
- Mars Global Surveyor — запущен 7 ноября 1996 года, вышел на орбиту Марса 11 сентября 1997 года. Выведен из эксплуатации 2 ноября 2006 года.
- Марс Одиссей — запущен 7 апреля 2001 года, вышел на орбиту Марса 19 октября 2002 года. По состоянию на 2025 год продолжает работу.
- Марс-экспресс — запущен 2 июня 2003 года, вышел на орбиту Марса 25 декабря 2003 года. По состоянию на 2025 год продолжает работу. Был оснащён посадочным модулем Бигль-2, совершившим неудачную посадку на Марс.
- Mars Reconnaissance Orbiter — запущен 12 августа 2005 года, вышел на орбиту Марса 10 марта 2006 года. По состоянию на 2025 год продолжает работу.
- MAVEN — запущен 18 ноября 2013 года, вышел на орбиту Марса 22 сентября 2014 года. По состоянию на 2025 год продолжает работу.
- Мангальян — запущен 5 ноября 2013 года, вышел на орбиту Марса 24 сентября 2014 года. Выведен из эксплуатации в апреле 2022 года.
- / Trace Gas Orbiter — запущен 14 марта 2016 года, вышел на орбиту Марса 19 октября 2016 года. По состоянию на 2025 год продолжает работу. Был оснащён посадочным модулем Скиапарелли, совершившим неудачную посадку на Марс.
- Тяньвэнь-1 — запущен 23 июля 2020 года, вышел на орбиту Марса вставка 10 февраля 2021 года. По состоянию на 2025 год продолжает работу. Включал спускаемый аппарат с марсоходом, совершивший успешную посадку на Марс. Также 1 июня 2021 года от орбитального блока был отделен автономный микроспутник с камерой, производивший съемку основной станции.
- Аль-Амаль — запущен 20 июля 2020 года, вышел на орбиту Марса 9 февраля 2021 года. По состоянию на 2025 год продолжает работу.